# Johnny Abbes
Johnny Abbes García, född 27 mars 1924 i Santo Domingo, Dominikanska republiken, död 25 maj 1967 på Haiti, var en dominikansk-amerikansk ämbetsman och chef för Dominikanska republikens säkerhetstjänst, Servicio de Inteligencia Militar (SIM), under de sista åren av diktatorn Rafael Trujillos regim.

## Biografi
Abbes mötte Trujillo första gången år 1956 och kom att snabbt stiga i graderna. Året därpå blev han chef för SIM och intensifierade dess terror mot regimmotståndare; enligt en källa tillämpade Abbes rent barbariska tortyrmetoder. Själv föredrog Abbes, enligt hörsägen, att kasta politiska fångar levande till hajarna utanför ön.
I maj 1961 mördades Trujillo och dennes son Ramfis Trujillo återkom från Paris för att försöka överta makten, men förgäves. Trujillos efterträdare Joaquín Balaguer utsåg Abbes till landets konsul i Japan. Balaguer hyste ett starkt personligt förakt för Abbes som en av regimens grymmaste och brutalaste medlemmar; Balaguer påstod sig ha stött på Abbes en gång i presidentpalatset och funnit denne läsande en bok om antika kinesiska tortyrmetoder. Abbes sejour i Japan blev dock kort och han tillbringade istället några år i Europa. Han återvände till Karibien år 1966 och blev säkerhetsrådgivare åt den haitiske diktatorn François "Papa Doc" Duvalier. Den 25 maj 1967 mördades Abbes, hans hustru, barn samt en betjänt av tonton macoutes, efter en påstådd sammansvärjning mot Duvalier.

## Populärkultur
Abbes förekommer i Mario Vargas Llosas historiska roman Bockfesten från år 2000. År 2005 kom en filmatisering av romanen.